# Atheloca bondari
Atheloca bondari är en fjärilsart som beskrevs av Heinrich 1956. Atheloca bondari ingår i släktet Atheloca och familjen mott. Inga underarter finns listade i Catalogue of Life.